# Альберто Лисий
Альбе́рто Іва́н Ли́сий (ісп. Alberto Lysy; 11 лютого 1935, Буенос-Айрес — 30 грудня 2009, Лозанна, Швейцарія) — аргентинський скрипаль та диригент українського походження. Також педагог, композитор, музично-громадський діяч.
Лауреат Державного скрипкового конкурсу (Буенос-Айрес, 1950), Міжнародного конкурсу скрипалів імені королеви Єлизавети (Брюссель, 1955; на обидвох — 1-а премія), Міжнародної педагогічної премії Страдиварі (США, 2006).

## Біографія
Походив із родини українських емігрантів.
Гру на скрипці опановував у батька, згодом — у Л. Шпіллера в Буенос-Айресі (дебютував 1944, виконав концерт Ніколо Паганіні). Навчався у Лондоні та місті Гштаад (Швейцарія) у Ієгуді Менухіна, який подарував скрипку роботи Дж. Гварнері (1647), познайомив з відомими музикантами — Б. Бріттеном, Н. Буланже, П. Казальсом, Ґ. Кассадо.
Як соліст Лисий грав під керівництвом А. Болта, П. Булеза, К. Дейвіса, І. Маркевича із симфонічними оркестрами США, Великої Британії, філармонічним оркестрами Нью-Йорка, Лондона, Риму, Амстердама. Брав участь у гол. європ. фестивалях.
Засновник ансамблів камерної музики — «Camerata Bariloche» (1967, Буенос-Айрес), «Камерата А. Лисого» (1971, м. Гштаад), у складі якої грали А. Війтович, А. Коміссарова, О. Каськів, А. Бурко. У репертуарі Лисого (як скрипаля і диригента) — класична і романтична скрипкова музика.
1977—2008 — засновник, диригент та художній керівник Міжнародної музичної академії І. Менухіна у Гштааді, де проходили стажування багато українських молодих музикантів, зокрема Олександр (Олесь) Семчук, Анастасія Пилатюк, Г. Сафонов, О. Строган та інші.
Володів віртуозною технікою.
Автор музичних творів, серед яких — Варіації на тему А. Кореллі, де використано мелодію пісні «Реве та стогне Дніпр широкий». Гастролював у США, колишніми країнами СРСР, Китаї, Японії, в Україні: з «Камератою Лисого» (1994, Київ), та як соліст (2002, Львів) з камерним оркестром «Віртуози Львова» п/к Ю. Луціва.